# 氯化镧
氯化镧是一种无机化合物，化学式为LaCl3，它存在无水物和多种水合物，为白色粉末或无色晶体。

## 制备
以从稀土矿物中得到的稀土氯化物或其硫酸铵复盐为原料，用氢氧化钠处理，并将其中的铈用过氧化氢氧化为四价，用稀盐酸浸出，得到富镧母液和富铈渣。富镧母液再经萃取分离除去铈后，经结晶得到氯化镧的水合物。
La(OH)3 + 3 HCl → LaCl3 + 3 H2O
将得到的氯化镧水合物在干燥的氯化氢中加热，可以得到无水物。
它的无水物也可由氯化铵法制得，第一步反应形成五氯合镧酸铵，第二步将生成的铵盐在真空中于350~400 °C热分解：
La2O3  +  10 NH4Cl  →   2 (NH4)2LaCl5  +  6 H2O  +  6 NH3
(NH4)2LaCl5 →   LaCl3  +  2 HCl  +  2 NH3
它也可由氧化镧和四氯化碳在高温反应制得：
La2O3 + 3 CCl4 → 2 LaCl3 + 3 COCl2

## 反应
氯化镧和氟硅酸钠在水溶液中反应，生成氟化镧。它和钽酸镧反应在高温反应，可以得到La2TaO4Cl3。

## 应用
氯化镧可以用作催化剂，如它可以催化邻苯二胺和苯甲醛的反应，得到2-苯基苯并咪唑；它也可以催化甲烷的氯化反应。
它也可用作鈣通道阻滯劑。